# Venera iz Lespuguea
Venera iz Lespuguea je figurica Venere, figurica golog ženskog lika iz kulture Gravettiena, datirana između 26.000 i 24.000 godina prije sadašnjosti. Visoka je oko 150 mm, a napravljena je od bjelokosti kljove. Čuva se u muzeju Musée de l'Homme (Muzej čovječanstva) u Parizu.

## Otkriće
Otkrio ju je René de Saint-Périer (1877. – 1950.) 1922. godine, u spilji Rideaux kod mjesta Lespugue (Haute-Garonne) u podnožju Pirineja. Figurica je oštećena tijekom iskapanja.

## Osobine
Od svih steatopignih figura Venere otkrivenih iz gornjeg paleolitika, izgleda da Venera iz Lespuguea, ako je rekonstrukcija točna, pokazuje najviše pretjerane ženske sekundarne spolne karakteristike, posebno izuzetno velike, viseće grudi.
Prema riječima stručnjakinje za tekstil Elizabeth Wayland Barber, na kipiću je najraniji prikaz predene niti jer rezbarenje prikazuje suknju obješenu ispod bokova koja je izrađena od uvijenih vlakana, a iznošena je na kraju.

## Vanjske poveznice
- Paleolitička umjetnost
- Popis umjetnosti kamenog doba

|  | Zajednički poslužitelj ima još gradiva o temi Venera iz Lespuguea |

- Don Hitchcock (Don's Maps): "The Lespugue Venus is a 25 000 years old ivory figurine of a nude female figure"
- https://web.archive.org/web/20040413133422/http://www.arthistory.sbc.edu/imageswomen/lespugue.html